# Selsbakk
Selsbakk este o localitate din comuna Trondheim, provincia Sør-Trøndelag, Norvegia, cu o populație de 884 locuitori (2013).